# Nam Du
 (juillet 2023).
Les Îles Nam Du (vietnamien : Quần đảo Nam Du) sont un archipel situé dans le Golfe de Thaïlande, au sud-est de l'Phú Quốc,. Elles comprennent les communes d'An Sơn et Nam Du, dans le district de Kiên Hải, province de Kiên Giang, au Vietnam,.

## Géographie
L'archipel est composé de 21 grandes et petites îles,,. La plus grande île est l'île de Hòn Lớn (parfois appelée Nam Du) avec un sommet culminant à 309 mètres. Les îles ont un climat de type tropical de mousson ; la saison des pluies dure d'avril à octobre chaque année.
Liste (non exhaustive) des îles de Nam Du,,
| Commune d'An Sơn : - Hòn Lớn (parfois simplement appelée "Nam Du") - Hòn Cò Lớn - Hòn Dâm - Hòn Khô - Hòn Móng Tay - Hòn Mốc - Hòn Nhàn - Hòn Nồm Trong - Hòn Nồm Giữa - Hòn Nồm Ngoài - Hòn Ông - Hòn Tre | Commune de Nam Du : - Hòn Trung - Hòn Bờ Đập - Hòn Bỏ Áo - Hòn Đụng Lớn - Hòn Đụng Nhỏ - Hòn Mấu - Hòn Ngang |